# Festival d'Angoulême 2009
Le 36e festival international de la bande dessinée d'Angoulême s'est déroulé du 29 janvier au 1er février 2009.

## Affiche
L'affiche du festival est un dessin réalisé par le duo de grand prix de la ville d'Angoulême pour la 35e édition du festival, Dupuy et Berberian.

## Palmarès

### Grand prix de la ville
Le grand prix de la ville d'Angoulême 2009 est le dessinateur et scénariste Blutch.

### Prix décernés par le grand jury

#### Palmarès
- Meilleur album : Pinocchio, par Winshluss, éd. Les Requins Marteaux
- Essentiel Patrimoine : Opération mort, par Shigeru Mizuki, éd. Cornélius
- Révélation : Le Goût du chlore, de Bastien Vivès, éd. Casterman
- Cinq essentiels : 
Lulu femme nue, premier livre, par Étienne Davodeau, Futuropolis
Martha Jane Cannary, tome 1, par Matthieu Blanchin et Christian Perrissin, Futuropolis
Le Petit Christian, tome 2, de Blutch, L’Association
Spirou et Fantasio, « Le Journal d’un ingénu », de Émile Bravo, Dupuis
Tamara Drewe, de Posy Simmonds, Denoël Graphic
- Prix de la bande dessinée alternative : revue DMPP, des éditions The Hoochie Coochie
- Jeunesse : Le petit prince, par Joann Sfar, d'après Saint-Exupéry
- Prix Fnac-Sncf : Mon gras et moi, par Gally

#### Sélection officielle
| - 3 déclinaisons de Pierre Maurel, éd. L'employé du Moi, Bruxelles - American Elf de James Kochalka, éd. Ego comme X, Paris - Les amis de François Ayroles, éd. L’Association, Paris - The Autobiography of a Mitroll - Mum is dead de Guillaume Bouzard, éd. Dargaud, Paris - Les Bidochon internautes de Christian Binet, éd. Fluide glacial, Paris - Big Foot - Troisième balade - Créatures de Nicolas Dumontheuil, éd. Futuropolis, Paris - Bons mauvais grands et petits joueurs de Anne Rouquette, ed. Lito - Bottomless Belly Button de Dash Shaw, éd. Çà et là, Paris - Cité 14, saison 1 de Gabus et Reutimann, éd. Paquet - de Gaulle à la plage de Ferri, éd. Dargaud - Esthétique et filatures de Tanxxx et Lisa Mandel, éd. Casterman - Ferme 54 de Galit et Gilad Seliktar, éd. Çà et là, Paris - Filles perdues de Alan Moore et Melinda Gebbie, éd. Delcourt, Paris - La force des humbles de Hirata, éd. Delcourt, Paris - Le Goût du paradis de Nine Antico, éd. Ego comme X - Le Goût du chlore de Bastien Vivès, éd. Casterman - Les Gouttes de Dieu, tome 1 de Shu Okimoto, Tadashi Agi, éd. Glénat, Grenoble - La Guerre d'Alan 3 de Emmanuel Guibert, éd. L’Association, Paris - Gus tome 3 : Ernest de Christophe Blain, éd. Dargaud, Paris - Harding Was Here de Midam et Adam, éd. Soleil, Toulon - L'héritage du colonel de Varela et Trillo, éd. Delcourt, Paris - La jeune fille et le nègre de Judith Vanistendael, éd. Actes Sud/Éditions de l'An 2 - Jonathan - Elle - Tome 14 de Cosey, éd. Le Lombard, - Le livre des destins - La métamorphose - Tome 2 de Le Tendre et Biancarelli, éd. Soleil, Toulon - Lock Groove 1 de Jean-Christophe Menu, éd. L’Association, Paris - Loin d'être parfait de Adrian Tomine, éd. Delcourt, Paris - Long John Silver, Neptune tome 2 de Xavier Dorison et Lauffray, éd. Dargaud, Paris - Lucien, Toujours la banane de Frank Margerin, éd. Fluide glacial, Paris | - Lulu Femme Nue de Étienne Davodeau, éd. Futuropolis, Paris - Le Marquis d'Anaon - La chambre de Khéops de Matthieu Bonhomme et Fabien Vehlmann, éd. Dargaud - Martha Jane Cannary de Matthieu Blanchin et Christian Perrissin, éd. Futuropolis, Paris - Marzi, la Pologne vue par les yeux d'une enfant de Sylvain Savoia et Marzena Sowa, éd. Dupuis, Marcinelle - Mattéo de Jean-Pierre Gibrat, éd. Futuropolis, Paris - Max Fridman tome 5 de Vittorio Giardino, éd. Glénat, Grenoble - Mon frère nocturne de Joanna Hellgren, éd. Cambourakis - Mon gras et moi de Gally, éd. Diantre - Nage libre de Sébastien Chrisostome, éd. Sarbacane - No comment de Ivan Brun, Drugstore - Oncle Gabby de Tony Millionaire, éd. Rackham - Pauvres zhéros de Baru et Pierre Pelot, éd. Rivages/Casterman/Noir - Le Petit Christian 2 de Blutch, éd. L’Association, Paris - Pinocchio de Winshluss, éd. Les Requins Marteaux, Albi - Le Roi des mouches de Mezzo et Pirus, éd. Drugstore - Salade de fruits 2 de Mathieu Sapin, éd. Les Requins Marteaux, Albi - Séquelles de Hugues Micol, éd. Cornélius, Paris - Spirou - Le Journal d'un ingénu de Émile Bravo, éd. Dupuis, Marcinelle - Le Tricheur de Florent Ruppert et Jérôme Mulot, éd. L’Association, Paris - Shutter Island de Christian De Metter d'après un roman de Dennis Lehane, éd. Rivages/Casterman/Noir - Tout seul de Christophe Chabouté, éd. Vents d'Ouest, Paris - Tamara Drewe de Posy Simmonds, éd. Denoël Graphic - Trésor de Lucie Durbiano, éd. Gallimard, Paris - Undercurrent de Toyoda, éd. Kana, Bruxelles - Ushijima - Tome 3 de Manabe, éd. Kana, Bruxelles - Le Voleur de visages de Junji Itō, éd.Tonkam, Paris - Wanted de Millar, Jones et Mounts, éd. Delcourt, Paris |

### Autres prix liés au festival
- Prix de la meilleure bande dessinée francophone du Festival d'Angoulême : le choix polonais décerné à Cracovie[1] : Nage libre de Sébastien Chrisostome, éd. Sarcabane

### Prix décernés en marge du festival
- Prix de l’Ecole Supérieure de l’Image : Jochen Gerner

### Jury
Le comité de pré-sélection des albums nommés est composé de Benoît Mouchart (directeur artistique du Festival), Céline Bagot (graphiste), Monique Younès (journaliste), Marc Szyjowicz (libraire), Christian Marmonnier (journaliste), Nadia Krovnikoff (chef de produit BD pour la FNAC) et Jean-Pierre Mercier (historien de la bande dessinée).

## Déroulement du festival

### Expositions
- Rétrospective de Philippe Dupuy et Charles Berberian
- Exposition Winshluss
- « La maison close », exposition collective organisée par Ruppert et Mulot
- Boule et Bill
- Shigeru Mizuki
- Ceci n'est pas la bd flamande (jeune génération de la bd flamande)
- Sai Comics (bd indépendante coréenne)
- Lucien (Frank Margerin)
- Le théâtre des merveilles (trois œuvres inspirées par le théâtre)
- Afrique du Sud (Bande dessinée sud-Africaine)
- Exposition Jeunes talents
- Espace de la sélection officielle Fnac/Sncf
- Exposition Larsen (Art contemporain)

### Fréquentation
220 000 entrées

## Documentation
- (en) Matthias Wivel, « Hicksville 2009 », dans The Comics Journal n°299, Fantagraphics, août 2009, p. 187-195.